# Schloss Hirschhügel

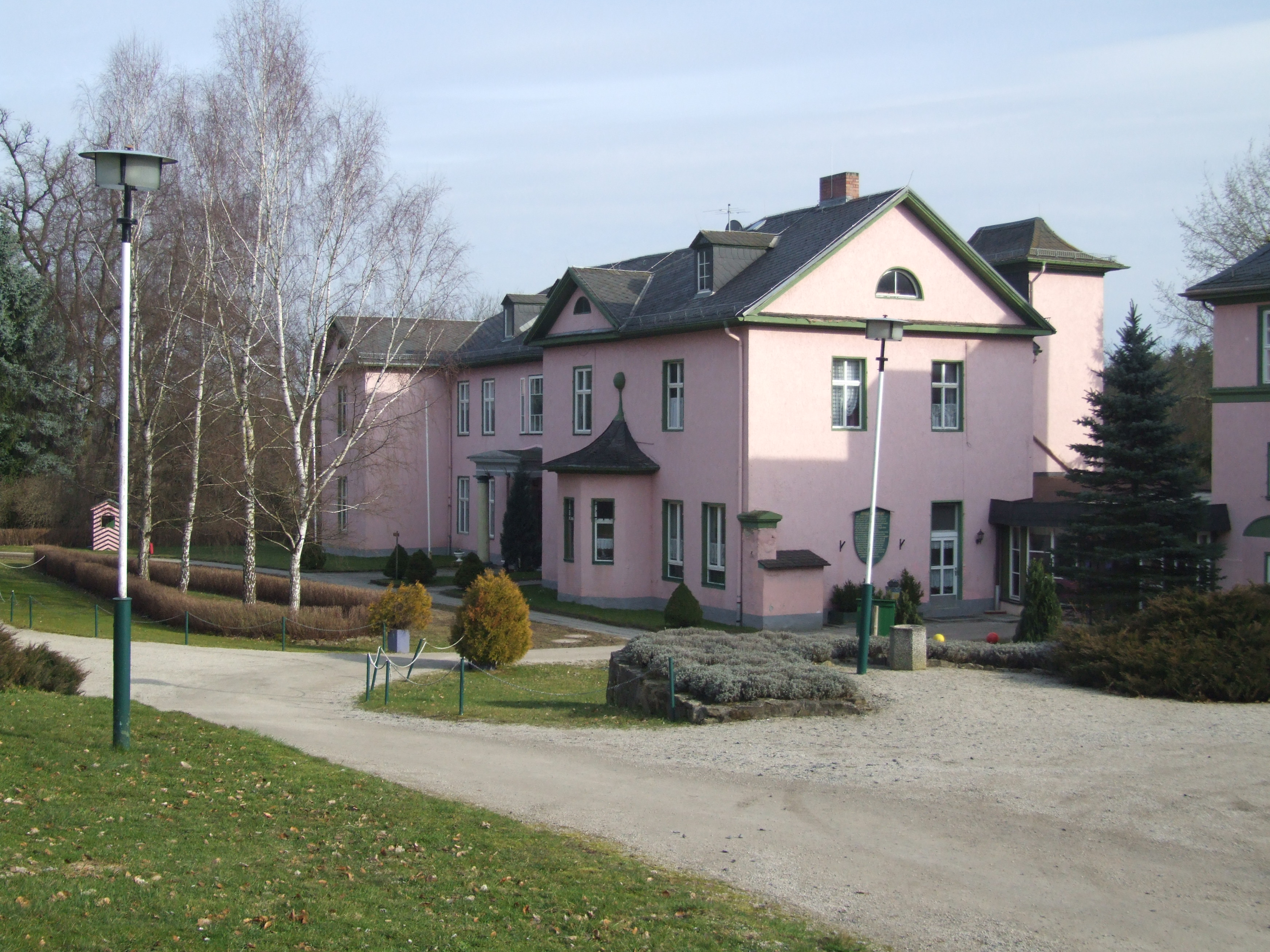
Das ehemalige Jagdschloss

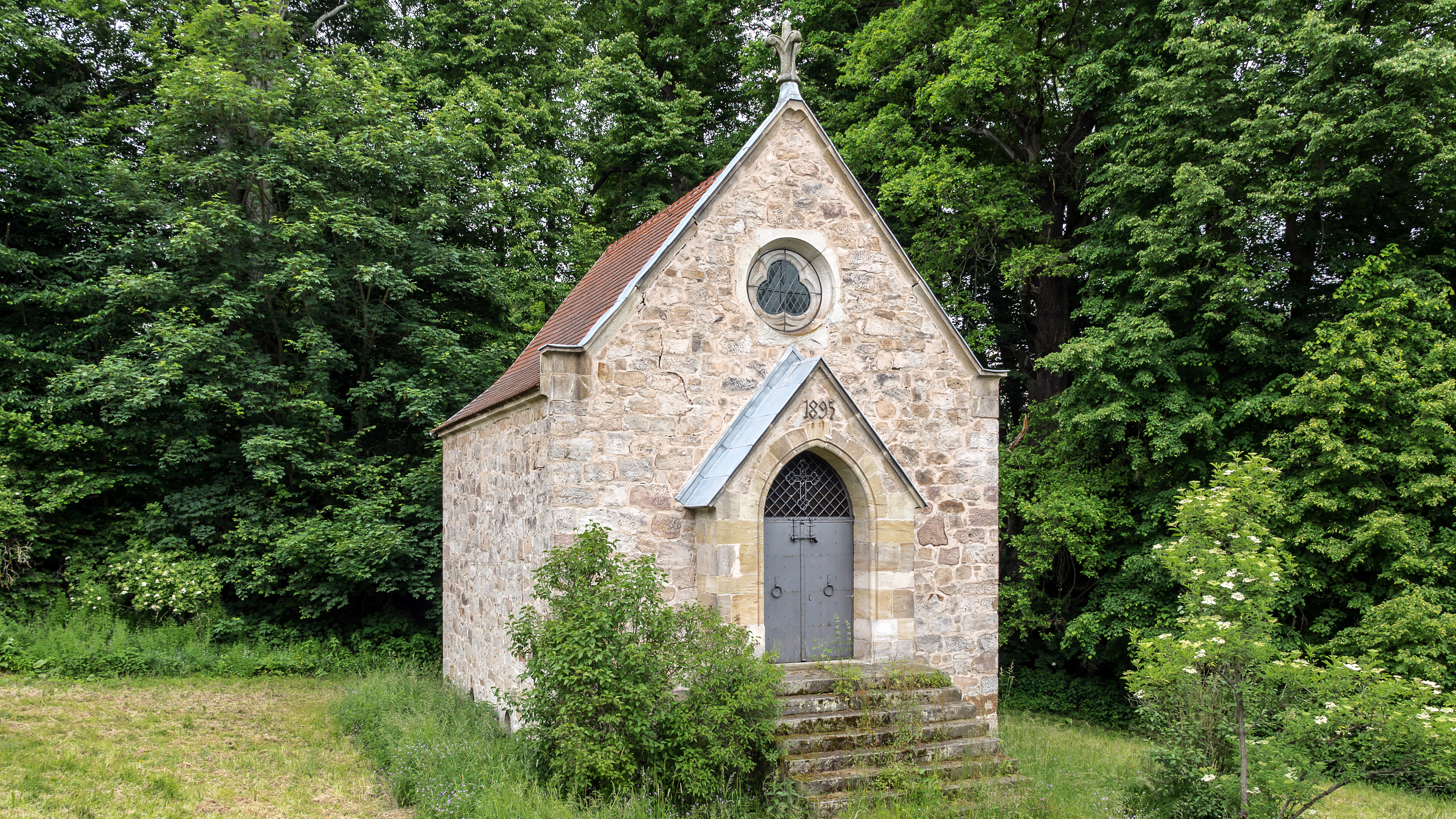
Gruft der Familie Parry

Das ehemalige Jagdschloss Hirschhügel liegt in der Flur des Ortsteils Kuhfraß der Gemeinde Uhlstädt-Kirchhasel im Landkreis Saalfeld-Rudolstadt in Thüringen.

## Geschichte
Zum Besitz von Schloss Kochberg gehörte das Weideland am Haselbach. Es war ein durch Wall, Wassergraben und Bastionen geschütztes Vorwerk und wurde als „Kuhfraß“ 1428 in einer Akte genannt. Von diesen Befestigungen ist heute kaum noch etwas vorhanden. Der später nobiltitierte James Patrick von Parry hieß der reiche Ire, der als Ehemann der Luise von Stein, Enkelin der Charlotte von Stein, Tochter des Gottlob Carl Wilhelm Friedrich von Stein, akzeptiert wurde, nachdem er dem Altenburger Herzog einen Adelstitel abkaufte. Er baute das Schloss „Hirschhügel“. Die Bezeichnung Hirschgrund für das Haselbachtal, Hirschbrunnen für den Eichenborn und Hirschwiese wurden von ihm geprägt. Nach Luise ist auch der „Luisenturm“ bei Kleinkochberg benannt. Bis 1882 war sein Sohn Charles Edward von Parry (1828–1882), königlich preußischer Oberstleutnant, Majoratsherr von Schloss Hirschhügel und Kuhfraß, was dann seine Schwester Emma Luise (1834–1912) nach seinem Tod übernahm. Sie heiratete Leo Graf Henckel Freiherr von Donnersmarck-Gröditzberg, Sohn des Botanikers Leo Victor Felix Henckel von Donnersmarck. Wohl erst 1912 erbte Dr. jur Viktor sen. Graf Henckel von Donnersmarck (1828–1916) den Besitz. Seine Frau war Marie Gräfin Bassewitz-Wesselstorf. Auf Schloss Hirschhügel befanden sich im Nachlass der Familie auch Handschriften bekannter Schriftsteller. Letzter Grundbesitzer, zunächst im Minorat, war der 1905 geborene Arzt Viktor Henning Guido Leo Parry Graf Henckel Freiherr von Donnersmarck, mit Nebenwohnsitz in Berlin.
Im „Neuen Haus“ wurde 1941 ein Kinderlandheim eingerichtet. 1945 erfolgte die entschädigungslose Enteignung von Schloss und Gut. Der ehemalige Eigentümer lebte in den 1960er Jahren weiterhin in Berlin, im Westteil der Stadt.
Das Schloss wurde Altersheim und psychiatrische Einrichtung, jetzt (2010) ist es Altenheim eines Sozialwerks. Das historisch renovierte Jagdschloss mit einem weiträumigen etwa acht Hektar großen Parkareal wird als sozialtherapeutische Fördereinrichtung für 125 Gäste genutzt. Außenwohngruppen befinden sich im Saaletal in dem Dorf Etzelbach.
1994/95 wurde noch erhaltenes mobiles Inventar an die Familie Henckel von Donnersmarck restituiert, welche einen Dauerleihvertrag mit der Stiftung Weimarer Klassik darüber abschloss. Darunter fielen Gemälde, Grafiken, Kunstgegenstände, Möbel und 39 Goethe-Handzeichnungen. Dies betraf nicht alle Zeichnungen.

### Architektur
- Doris und Hans Maresch: Thüringens Schlösser und Burgen. Beier & Beran, Husum/ Langenweißbach 2008. ISBN 978-3-89876-351-6,
- Lothar Groß: Thüringen Burgen, Schlösser & Wehrbauten, Band 5, Standorte, Baubeschreibungen und Historie, Bod, Norderstedt 2021, S. 104. ISBN 978-3-7562-3600-8. Digitalisat

### Genealogie der Besitzer
- Gothaisches Genealogisches Taschenbuch der Briefadeligen Häuser 1910, Jg. 4, Justus Perthes, Gotha 1909, S. 578. Digitalisat
- Hans Friedrich von Ehrenkrook, Klaus Freiherr von Andrian-Werburg, Friedrich Wilhelm Euler, Jürgen von Flotow: Genealogisches Handbuch der Gräflichen Häuser, B (Briefadel/ nach 1400 nobilitiert), Band III, Band 35 der Gesamtreihe GHdA, Hrsg. Deutsches Adelsarchiv, C. A. Starke, Limburg an der Lahn 1965, S. 88 f. ISSN 0435-2408
- Gottfried Graf Finck von Finckenstein, Christoph Franke: Gothaisches Genealogisches Handbuch der Gräflichen Häuser I, Band 3 der Gesamtreihe GGH, Verlag des Deutschen Adelsarchivs Marburg 2016, ISBN 978-3-9817243-2-5.